# Народни командир
Народни командир (или батаљони командир), звање старешина Народне војске у Кнежевини Србији (1861-1883).

## Историја
Када је у Кнежевини Србији 1861. формирана Народна војска, свака општина у Србији формирала је по две чете са по 64-100 људи, зависно од броја војних обвезника у селу. Свака општина давала је по једну чету I класе (војници од 20-35 година) и једну чету II класе (војници од 35-50 година). Сваки срез (укупно је било 62 среза у Србији до 1878) формирао је по два батаљона (I и II класе) састављена од општинских чета исте класе (већином је било по 4 чете у батаљону), а срески батаљони су формирали окужне пукове (од 1870. бригаде). Због недостатка школованих официра, старешине народне војске постављане су из простог народа: до чина капетана (четовођа) постављао их је окружни начелник по препоруци среског начелника, а командире батаљона и ескадрона (сваки округ састављао је по један ескадрон I класе) постављао је министар војни по препоруци окружног начелника. Сваки срез имао је по два народна командира, једног за срески батаљон I класе и једног за срески батаљон II класе. Као знак свог чина народне старешине од водника навише добијале су државне сабље (поред пушака које су добијали сви народни војници), а батаљонски командири уз то и револвере (типа Франкот или Гасер). За српско-турске ратове (1876-1878) укупно је мобилисано 36 бригада са 160 батаљона народне војске (I и II класе), сваки са по 4 чете, 18 ескадрона коњице и око 40 батерија, при чему је у Србији у то време било свега 317 професионалних (школованих) официра. Пошто је знатан део официра био заузет у штабовима дивизија и позадинским службама, једва да је било довољно школованих официра да командују бригадама, батаљонима и батеријама. У таквој ситуацији команда над свим јединицама народне војске од чете наниже била је искључиво у рукама народних старешина: четовођа, водника, двајесника и десетара, док су народни командири и ађутанти помагали официрима, командантима батаљона, а по потреби их заступали и замењивали.
| Звање                       | Постављење                                      | Дужност                                                | Еквивалентан чин |
| --------------------------- | ----------------------------------------------- | ------------------------------------------------------ | ---------------- |
| Батаљонски/народни командир | Министар војни на предлог окружног начелника    | Помоћник команданта батаљона (који је увек био официр) | Мајор            |
| Народни ађутант             | Окружни начелник на предлог среског начелника   | Помоћник народног командира                            | Ађутант          |
| Четовођа                    | Окружни начелник на предлог председника општине | Командир чете                                          | Капетан          |
| Водник                      | Окружни начелник на предлог председника општине | Командир вода                                          | Поручник         |
| Двајесник                   | Окружни начелник на предлог председника општине | Командир полувода                                      | Наредник         |
| Десетар                     | Окружни начелник на предлог председника општине | Командир одељења                                       | Каплар           |